# Thạch Lập
Thạch Lập là một xã thuộc huyện Ngọc Lặc, tỉnh Thanh Hóa, Việt Nam.
Xã có diện tích 50,01 km², dân số năm 1999 là 6016 người, mật độ dân số đạt 120 người/km².